# يولقنلوي قديم
يولقنلوي قديم هي قرية في مقاطعة ملكان، إيران. عدد سكان هذه القرية هو 578 في سنة 2006.